# 田中宏 (漫画家)

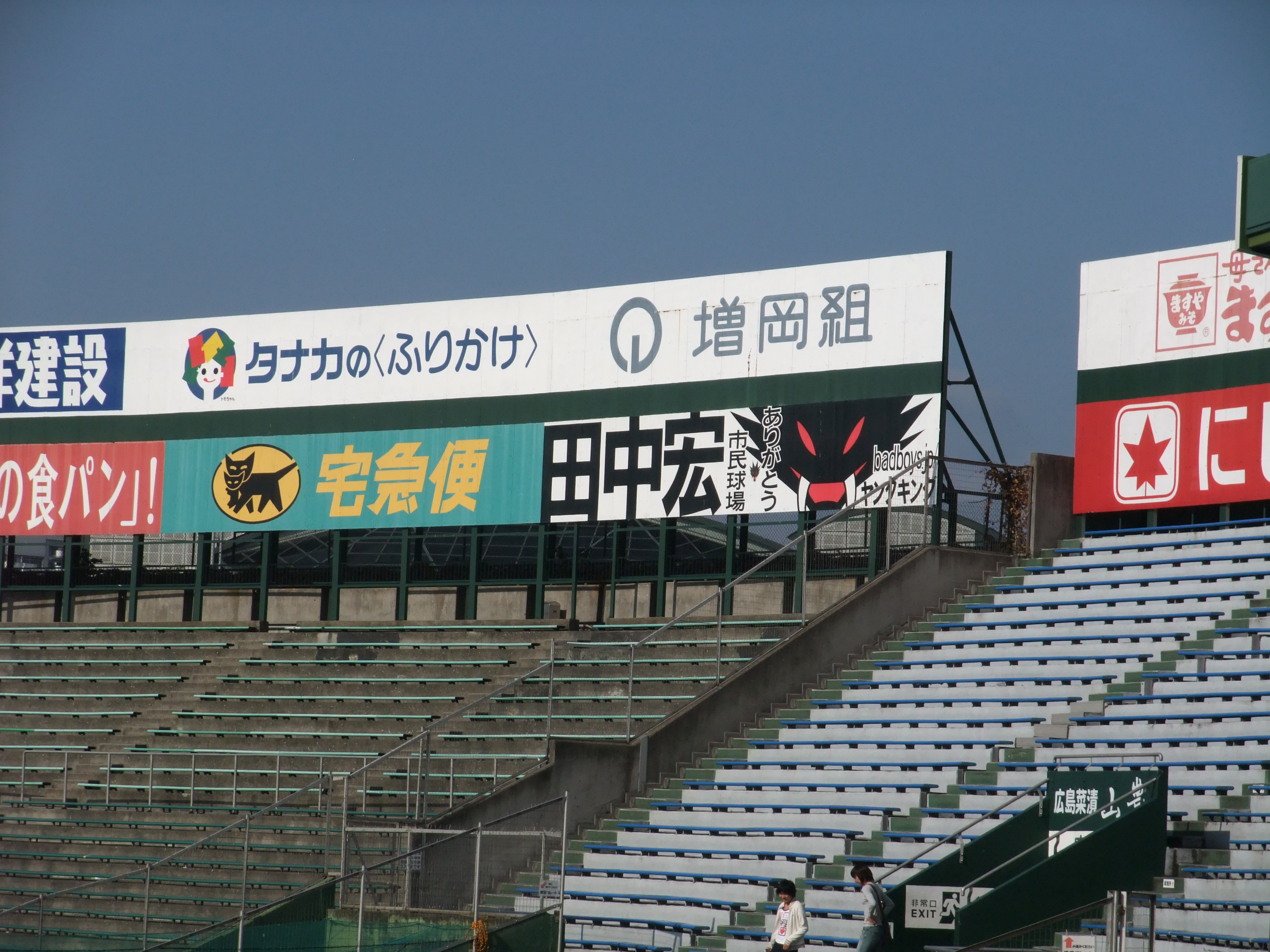
広島市民球場に掲げられていた田中宏によるさよなら広告

田中 宏（たなか ひろし、1970年1月9日 - ）は、日本の漫画家。広島県広島市出身。広島山陽高等学校卒業。

## 略歴・人物
1987年、高校在学中に少年画報社『ヤングキング』掲載の「FOOL」にてデビュー。その後、一時期町田在住になるが、編集長から「広島在住でもいい」といわれ、以降、同県府中町在住にて執筆を続ける。
1988年に故郷の広島を舞台にした“広島暴走グラフィティ”『BADBOYS』を同誌にて連載を開始し、1996年まで続く大ヒットとなる。単行本の累積発行部数は、2011年の時点で4,000万部に達している。現在までにOVA、実写映画化、連続ドラマ化している。
作品の大部分が基本的に同一の世界設定の中にあり（後述）、複数の作品にまたがり登場するキャラクターも多い。広島を舞台とする作品が大半を占めるが、『莫逆家族』では珍しく関東が舞台となっている。この設定については「ぶっちゃけ映像化してもらうため」とコメントしている。また、同作の舞台「花神町」も『女神の鬼』では同一の世界観に組み込まれている事が明らかになった。2008年より連載中の『KIPPO』では上記世界観の登場人物が現実同様に年齢を重ね、作品の垣根なく登場している。
広島東洋カープと、サッカーへの造詣も深い。仕事場には山本浩二のユニフォームが掛かる。2007年、"僕の聖地"というカープの本拠地・広島市民球場の外野の看板広告が空いていると聞き、雑誌社と費用を出し合って右翼席上に看板を上げた。デビュー20周年を記念し田中宏と大きな字と当時連載中の『女神の鬼』の主人公の顔などをあしらっている。個人による看板は奥田民生に続き2人目。2013年2月1日付の中国新聞に掲載するカープキャンプイン広告のイラストを他のカープファン漫画家と共に参加する。2017年にはカープの公式キャッチフレーズ「カ舞吼（かぶく）！―Kabuku―」のロゴデザインを担当した。
地元ラジオ局広島FMの番組にもレギュラー出演経験がある。また、同局の交通安全啓蒙CMなどにも出演している。RCCラジオでは2017年より『月刊田中宏』のメインパーソナリティーとして出演し、同番組は2018年に『週刊田中宏』としてレギュラー化した。同番組の終了後は『おひるーなフライデー　ひるうたマガジン』に引き続きメインパーソナリティーとして出演している。
出身の広島市府中町では2021年にPR大使に就任。PRアニメ「夢中に幸せ、府中町」の原画・ストーリーを担当した他、2023年には消防団員募集のイラストも手がけている。
BOATRACE宮島では2014年より2024年までの複数のレースでイメージビジュアルを担当。『BADBOYS』のキャラクターを中心としたイラストを提供している。また2024年に宮島ボートレース場にて開催された新日本プロレスの大会『BOAT RACE宮島 Presents STRONG SPLASH』にて内藤哲也とのコラボグッズが作成された。

## 作品リスト

### 漫画作品

#### 連載
- BADBOYS（『ヤングキング』1988年 - 1996年）
- BADBOYS グレアー（『ヤングキング』1996年 - 2003年） - 『BADBOYS』の続編。
- PEEK A BOO!!（『週刊ヤングマガジン』1995年10号・11号、51号 - 1996年4・5合併号、36・37合併号 - 39号[12]） - 短期集中連載。
- 莫逆家族（『週刊ヤングマガジン』1999年 - 2004年）
- 女神の鬼（『週刊ヤングマガジン』2005年21・22合併号 - 2014年34号[13]） - 『BADBOYS』のスピンオフ作品。
- KIPPO（『ヤングキング』2008年 - 連載中） - 『BADBOYS グレアー』の続編。
- CARP BOY SHOW鯉（『LINEマンガ』、2018年） - 漫画家30周年記念作品。

#### 読み切り
- サクレ -聖なる者-（『週刊ヤングマガジン』、1995年） - 単行本『PEEK A BOO!!』に併録。
- OH MY GOD!（『週刊ヤングマガジン』2016年17号[14]）
- OH MY GOD?（『週刊ヤングマガジン』2021年22・23合併号[15]）

### 書籍
- 『BADBOYS』少年画報社〈ヤングキングコミックス〉、全22巻
  - （定本）『定本BAD BOYS』2002年 - 2003年、全12巻
  - （廉価版）少年画報社〈ヤングキングベストコミックス〉2008年 - 2009年、全16巻
  - （ワイド版）少年画報社〈ヤングキングベストワイド〉2009年 - 2010年、全10巻
  - （新書版）少年画報社〈ヤングキングコミックスJAPAN〉2010年 - 2012年、全22巻
- 『PEEK A BOO!!』講談社〈ヤンマガKCスペシャル〉、1996年11月2日発売[16]、ISBN 4-06-336633-2
  - （新装版）2015年3月23日発売[17]、ISBN 978-4-06-382549-7
- 『BADBOYS グレアー』少年画報社〈ヤングキングコミックス〉1997年 - 2002年、全16巻、B6判
  - （廉価版）少年画報社〈ヤングキングベストコミックス〉2006年、全9巻
- 『莫逆家族』講談社〈ヤンマガKCスペシャル〉1999年 - 2004年、全11巻
- 『女神の鬼』講談社〈ヤンマガKC〉2005年 - 2014年、全29巻
- 『KIPPO』少年画報社〈ヤングキングコミックス〉2012年 - 刊行中、既刊28巻（2025年4月28日現在）
- 『CARP BOY SHOW鯉』少年画報社〈ヤングキングコミックス〉、2018年9月25日発売[18]、ISBN 978-4-7859-6289-0

### その他
- 田中宏マ魂 MVP（『広島アスリートマガジン』2015年7月号 - 2016年6月号） - 描き下ろしイラスト
- BOATRACE宮島　イメージイラスト GII宮島モーターボート大賞（2014年） GI宮島チャンピオンカップ（2015年、2021-2023年）
- 本屋さんへ行こう!!第2弾（2017年10月27日[19]） - 広島東洋カープ選手の描きおろしイラストを配布する企画、鈴木誠也を担当[19]
- 夢中に幸せ、府中町（府中町PRアニメ、2020年）原画・ストーリー
- 暴力追放ポスター（2023年6月23日[20]） - 広島県警・暴力追放県民会議のキャンペーンイラスト。

## 世界設定
読み切り作品と「PEEK A BOO!!」を除く田中宏作品は全て同一の世界での物語となっており、その内「莫逆家族」を除き全て広島市を舞台としている。ストーリーの時系列は以下のようになっている。
- 1970年代後半 - 「BADBOYS」過去編、「BADBOYS グレアー」輪廻編、「女神の鬼」1979年編
- 1980年代前半 - 「莫逆家族」過去編、「女神の鬼」1983年編・鎖国島編、「KIPPO」陴威窠斗伝説最終章編
- 1990年代前半 - 「BADBOYS」本編
- 1990年代後半 - 「BADBOYS グレアー」本編
- 2008年 - 「KIPPO」第1巻
- 2015年以降 - 「KIPPO」第2巻以降
- 2018年以降 - 「KIPPO」第18巻以降

「莫逆家族」本編の時系列は2016年現在不明。

## 出演
テレビ
- 旬感テレビ派ッ!（広島テレビ） 市民球場物語「気になる看板 田中 宏」に出演[21]
- アインシュタインの出没！ひな壇団（RCCテレビ） - 2023年5月13日放送。放送時期に発売されたヤングキングの『KIPPO』ではアインシュタインの二人を元にした警察官が描かれた（24巻収録）。

- 庄司悟のリクエスト魂（広島FM） 番組中の1コーナー「宏ま魂」「宏ま魂 勝ち抜きH-1グランプリ」にレギュラー出演（2007年3月30日終了）
  - 6週間限定コーナー「田中宏ショー」（2011年8月5日 - 2011年9月9日）[22]
- LUNCH BREAK☆STYLE（広島FM） 「田中宏の廣島オトコ魂」にレギュラー出演（2007年4月10日 - 2008年3月25日）[23][24]
- 山口雅美のGOGO la GOO★（広島FM） 「田中宏の広島アゲ★」にレギュラー出演（2008年4月4日 - 2009年9月25日）[25]
- （株）段野運輸 presents トラックマン（広島FM） 期間限定の特別番組にインタビュアーとして出演（2014年10月27日 - 31日、11月24日 - 28日、12月22日 - 26日）[26]
- 月刊 田中宏（RCCラジオ、2017年10月27日 - 2018年3月23日(全6回)、第4金曜） 生放送
- 週刊 田中宏（RCCラジオ、2018年4月6日 - 2020年3月27日、毎週金曜） 生放送
- おひるーなフライデー ひるうたマガジン（RCCラジオ、2020年4月3日 - 2024年3月、毎週金曜）生放送
- WひろしのFRIDAYヒーロー（RCCラジオ、2024年4月5日）毎週金 15:00-16:50